# Publius Vitellius (vader)
Publius Vitellius was een Romeins politicus uit de eerste eeuw v.Chr.
Vitellius was een zoon van Quintus Vitellius en stamde uit Luceria. Hij behoorde tot de stand van de equites. Onder keizer Augustus bekleedde hij het ambt van procurator, een financiële functie.
Publius Vitellius kreeg vier zonen:
- Aulus, die overleed terwijl hij consul was.
- Quintus, die aanvankelijk senator was, maar deze positie verloor toen keizer Tiberius de voorwaarden voor toelating tot de Senaat verscherpte.
- Publius, een vriend van Germanicus, die uiteindelijk slachtoffer werd van de val van Sejanus
- Lucius, gouverneur van Syria en drievoudig consul. Lucius' zoon Aulus was in het vierkeizerjaar korte tijd keizer van Rome.

## Antieke bronnen
- Suetonius, Vitellius 2.